# Nepal Forever
Nepal Forever (russisch Непал форева, Nepal forewa) ist eine russische Dokumentarkomödie über die Nepalreise der beiden russischen Kommunisten Sergei Malinkovich und Viktor Perov.

## Handlung
Sergei und sein Assistent Viktor sind radikale russische Kommunisten. Sergei führt die Kommunistische Partei von Sankt Petersburg und der Region Leningrad (CSPLR), eine radikale kommunistische Splitterpartei, an. In Sankt Petersburg bemühen sich beide mit schrägen Auftritten um Aufmerksamkeit.
Schließlich beschließen sie, gemeinsam nach Nepal zu reisen und den dortigen Streit zwischen den beiden kommunistischen Parteien, Marxismus-Leninismus einerseits und Maoismus andererseits, zu schlichten. In Nepal treffen sie auf Funktionäre der Parteien. Als sie auf der Reise vom Tod Kim Jong-ils erfahren, suchen sie die nordkoreanische Botschaft auf und legen einen Blumenstrauß an dessen Porträt nieder. Im weiteren Verlauf inszenieren sie Veranstaltungen bei den Parteibasen in Nepal und diskutieren mit der Bevölkerung über die Idee des Kommunismus.

## Hintergrund
Der Film wurde erstmals auf dem internationalen Filmfestival in Rom am 12. November 2013 gezeigt. Die deutsche Erstaufführung fand am 14. April 2014 im Rahmen des GoEast-Festival in Wiesbaden statt. 